# Glenamaddy
Glenamaddy (engelska: Glennamaddy, iriska: Gleann na Madadh) är en ort i republiken Irland.   Den ligger i grevskapet County Galway och provinsen Connacht, i den centrala delen av landet, 160 km väster om huvudstaden Dublin. Glenamaddy ligger 88 meter över havet och antalet invånare är 500.
Terrängen runt Glenamaddy är platt. Runt Glenamaddy är det glesbefolkat, med 12 invånare per kvadratkilometer. Närmaste större samhälle är Castlerea, 18,2 km norr om Glenamaddy. Trakten runt Glenamaddy består i huvudsak av gräsmarker.